# Slot Sychrov
Het Slot Sychrov (Duits Sichrow) is een slot in Tsjechië. Het bevindt zich in Sychrov, een dorpje op acht kilometer afstand van Turnov in Okres Liberec.

## Geschiedenis
Tot en met het eerste kwartaal van de 19e eeuw was het een klein landslot van twee verdiepingen hoog. Het is in 1690 in barokstijl gebouwd en was toen in het bezit van de ridder Lamotte von Frintropp.
In 1820 kocht de vorst Karl Alain Rohan het van de gravin De la Motte. Ook kocht hij de grondheerschappij in Swinjan en Lomnitz van de heren van Waldstein. Gedurende vijftien jaar bouwde hij het pand uit, met een bel-etage, twee torens en salons in de Biedermeierstijl. Voor de bouw trok hij lokale en Franse architecten aan. Charles Alain Gabriel de Rohan liet er kort erop een etage en meerdere gebouwen bijbouwen.
Van 1847 tot 1862 liet Camil Josef I Rohan het slot na een brand volledig herbouwen, waarna het zijn huidige Angelsaksische neogotische stijl verkreeg. De ontwerpen hiervoor werden geleverd door de architecten Bernhard Grueber en zijn opvolger Josef Provot.
Het slot lag in het jaar 1866 in het middelpunt van de Europese geschiedenis. In juli, ten tijde van de Slag bij Königgrätz, werd het slot bezocht door Wilhelm I van Duitsland en de vorst Otto von Bismarck. In november verbleef keizer Frans Jozef I van Oostenrijk op het slot om de Slag te kunnen bezichtigen.
De laatste eigenaar van het slot was tot aan het einde van de Tweede Wereldoorlog Alain, vorst van Rohan.

## Museale vertrekken
In het slot bevinden zich meer dan veertig zalen en ruimtes. De familie Rohan bracht in het slot een grote verzameling meubilair onder. Verder is er een galerie met 230 foto's van familieleden, Franse edellieden en koningen. Het is een stamboomgalerie van de Rohans die Frankrijk in 1789 ontvluchtten, het startjaar van de Franse Revolutie
In enkele vertrekken van het slot is het Antonín Dvořák Museum gevestigd. Het is ter herinnering aan de componist Antonín Dvořák die een tijdje op het slot heeft verbleven en er een symfonie heeft geschreven.

## Galerij
| Oostelijke facade |  | Oranjerie |
| Oostelijke facade |  | Oranjerie |